# Sandrine Testud
Sandrine Testud (Lione, 3 aprile 1972) è un'ex tennista francese.

## Carriera
Nel 1997 vinse gli Internazionali Femminili di Palermo battendo in finale Elena Makarova per 7–5, 6–3. L'anno successivo vinse il Porsche Tennis Grand Prix sconfiggendo Lindsay Davenport con il punteggio di 7–5, 6–3.
Nel 1999 partecipò all'US Open 1999 - Doppio ragazze, giungendo in finale con Chanda Rubin, perdendo contro Serena Williams e Venus Williams per 4-6, 6-1. Nello stesso anno arrivò nei quarti di finale al Faber Grand Prix 1999 - Singolare, e perse una finale intensa ai Generali Ladies Linz del 1999 contro Mary Pierce.
Nel 2000 vinse in coppia con Julie Halard-Decugis il doppio dell'Open GDF Suez battendo in finale Åsa Svensson ed Émilie Loit per 3–6, 6–3, 6–4.

## Vita privata
Sposò Vittorio Magnelli il 13 giugno 1998, e i due ebbero due figlie, Isabella, nata il 19 febbraio 2003 e Sophie, nata il 15 novembre 2006
.

## Statistiche

### Singolare

#### Vittorie (3)
| Grande Slam (0)       |                       |
| Ori Olimpici (0)      |                       |
| WTA Championships (0) |                       |
| Prima del 2009        | Dal 2009              |
| Tier I (0)            | Premier Mandatory (0) |
| Tier II (1)           | Premier 5 (0)         |
| Tier III (0)          | Premier (0)           |
| Tier IV (2)           | International (0)     |

| No. | Data              | Torneo                                       | Superficie  | Avversaria in finale | Punteggio     |
| 1.  | 20 luglio 1997    | Internazionali Femminili di Palermo, Palermo | Terra rossa | Elena Makarova       | 7-5, 6-3      |
| 2.  | 11 ottobre 1998   | Porsche Tennis Grand Prix, Stoccarda         | Cemento (i) | Lindsay Davenport    | 7-5, 6-3      |
| 3.  | 16 settembre 2001 | Waikoloa Championships, Hawaii               | Cemento     | Justine Henin        | 6–3, 2–0 rit. |

### Risultati in progressione
| Sigla | Risultato               |
| ----- | ----------------------- |
| V     | Vincitore               |
| F     | Finalista               |
| SF    | Semifinalista           |
| O     | Oro olimpico            |
| A     | Argento olimpico        |
| SF    | Bronzo olimpico         |
| QF    | Quarti di Finale        |
| 4T    | Quarto turno            |
| 3T    | Terzo turno             |
| 2T    | Secondo turno           |
| 1T    | Primo turno             |
| RR    | Round Robin             |
| LQ    | Turno di qualificazione |
| A     | Assente                 |
| ND    | Non disputato           |

| Legenda superfici    |
| -------------------- |
| Cemento              |
| Terra battuta        |
| Erba                 |
| Superficie variabile |

#### Singolare nei tornei del Grande Slam
| Torneo          | 1990 | 1991 | 1992 | 1993 | 1994 | 1995 | 1996 | 1997 | 1998 | 1999 | 2000 | 2001 | 2002 | 2003 | 2004 | 2005 |
| --------------- | ---- | ---- | ---- | ---- | ---- | ---- | ---- | ---- | ---- | ---- | ---- | ---- | ---- | ---- | ---- | ---- |
| Australian Open | A    | A    | 2T   | 1T   | 4T   | 3T   | 1T   | 2T   | QF   | 4T   | 4T   | 3T   | 1T   | A    | A    | A    |
| Open di Francia | 1T   | 1T   | 2T   | 1T   | 1T   | 2T   | 3T   | 3T   | 4T   | 2T   | 3T   | 4T   | 1T   | A    | 1T   | A    |
| Wimbledon       | A    | A    | 1T   | 1T   | 1T   | 2T   | 2T   | 4T   | 4T   | 3T   | 1T   | 4T   | 2T   | A    | A    | A    |
| US Open         | A    | A    | 2T   | 1T   | 2T   | 3T   | 4T   | QF   | 3T   | 2T   | 4T   | 4T   | A    | A    | A    | A    |

#### Doppio nei tornei del Grande Slam
| Torneo          | 1990 | 1991 | 1992 | 1993 | 1994 | 1995 | 1996 | 1997 | 1998 | 1999 | 2000 | 2001 | 2002 | 2003 | 2004 | 2005 |
| --------------- | ---- | ---- | ---- | ---- | ---- | ---- | ---- | ---- | ---- | ---- | ---- | ---- | ---- | ---- | ---- | ---- |
| Australian Open | A    | A    | 2T   | 2T   | 1T   | 2T   | 2T   | 1T   | 2T   | 1T   | 2T   | 3T   | 3T   | A    | A    | A    |
| Open di Francia | 2T   | 1T   | 1T   | 1T   | 1T   | 1T   | 2T   | 1T   | 2T   | A    | 3T   | QF   | QF   | A    | SF   | 1T   |
| Wimbledon       | A    | A    | 1T   | 1T   | 1T   | 2T   | 3T   | 2T   | 3T   | 1T   | 3T   | 2T   | 3T   | A    | A    | A    |
| US Open         | A    | 2T   | 2T   | 1T   | 2T   | 1T   | 3T   | 2T   | 1T   | F    | QF   | SF   | A    | A    | A    | A    |

#### Doppio misto nei tornei del Grande Slam
| Torneo          | 1990 | 1991 | 1992 | 1993 | 1994 | 1995 | 1996 | 1997 | 1998 | 1999 | 2000 | 2001 | 2002 | 2003 | 2004 | 2005 |
| --------------- | ---- | ---- | ---- | ---- | ---- | ---- | ---- | ---- | ---- | ---- | ---- | ---- | ---- | ---- | ---- | ---- |
| Australian Open | A    | A    | A    | A    | A    | A    | A    | A    | A    | A    | A    | A    | A    | A    | A    | A    |
| Open di Francia | 2T   | A    | 1T   | A    | A    | A    | 2T   | 1T   | A    | 3T   | A    | 2T   | 2T   | A    | 2T   | QF   |
| Wimbledon       | A    | A    | A    | A    | A    | A    | A    | 1T   | A    | 2T   | 2T   | A    | A    | A    | A    | A    |
| US Open         | A    | A    | A    | A    | A    | A    | QF   | A    | A    | A    | 2T   | A    | A    | A    | A    | A    |